# Apostolo Zeno
Apostolo Zeno (Venezia, 11 dicembre 1668 – Venezia, 11 novembre 1750) è stato un poeta, librettista, giornalista e letterato italiano.

## Biografia
Nobile veneziano, fu educato presso i padri Somaschi, entrò in contatto con la letteratura legata alla nascente Arcadia e figurò nel 1691 tra i fondatori dell'Accademia degli Animosi. Nel 1695 compose il primo libretto d'opera, Gl'inganni felici, che ottenne un grande successo rendendolo librettista alla moda. Dal 1705 collaborò con Pietro Pariati, lasciando probabilmente a quest'ultimo il verseggiamento e riservando a se stesso l'organizzazione del materiale in atti e scene. 

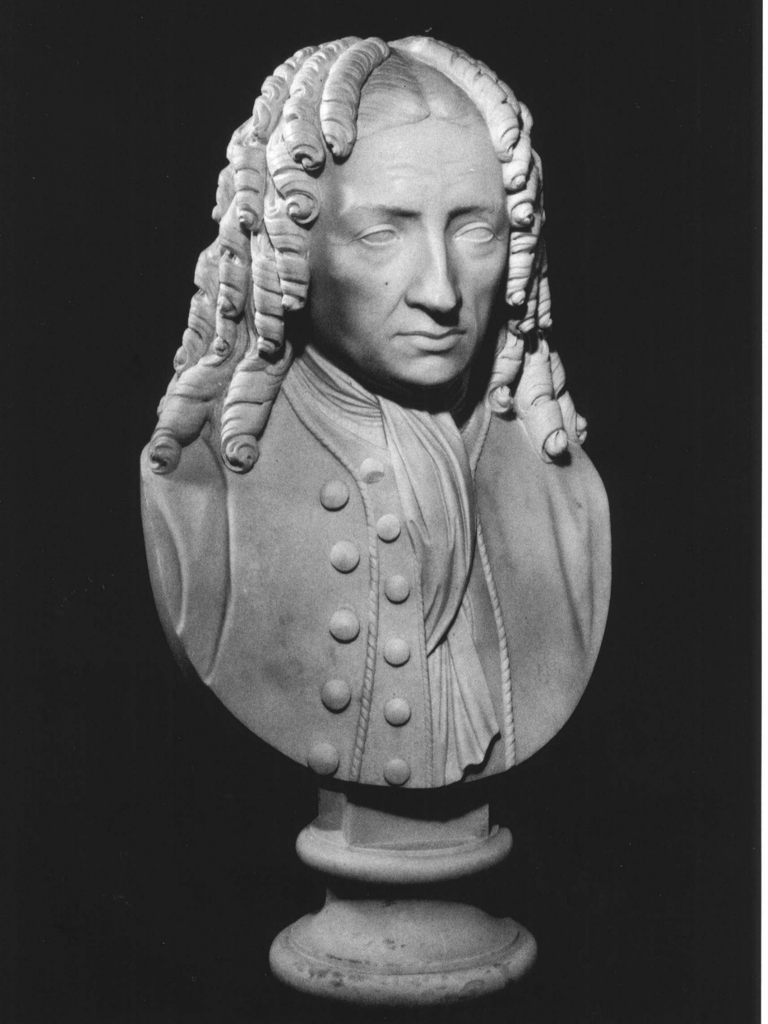
Busto di Apostolo Zeno, opera di Pietro Bearzi precedente al 1847

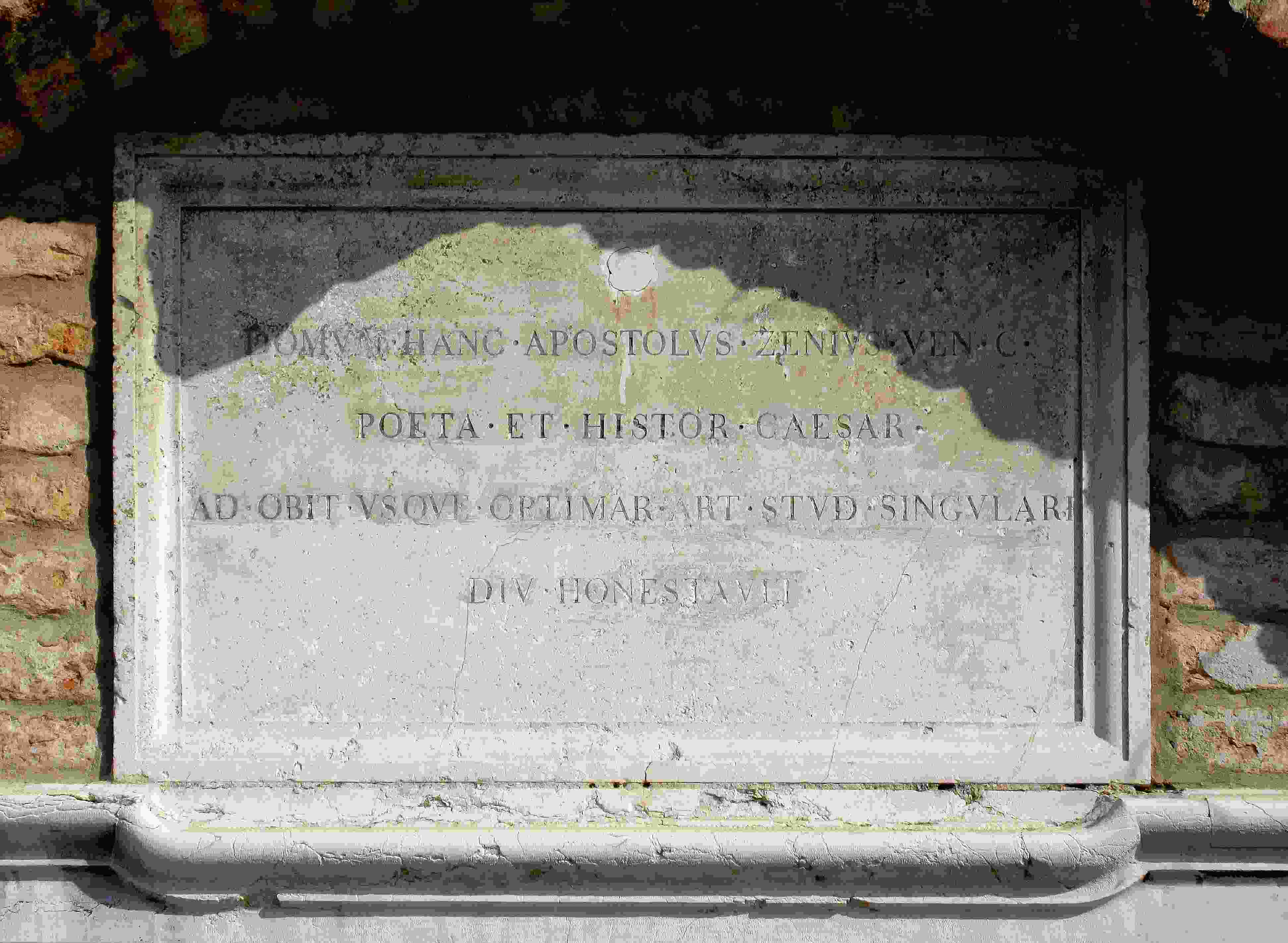
Casa del poeta sulla Fondamenta Zattere ai Gesuati, 782

Iniziò l'attività di giornalista letterario nella Galleria di Minerva di Girolamo Albrizzi (1696), assumendone poi anche funzioni direttive, ma ne prese le distanze quando si rese conto di non essere riuscito a darle l'impronta desiderata, tanto che finì col definirla una "scempiaggine".

Nel 1710 insieme al fratello Pier Caterino Zeno, a Scipione Maffei e ad Antonio Vallisneri fondò il Giornale de' letterati d'Italia, sostenendo che era necessario che «...gli italiani si facessero essi il loro giornale… palesando che il buon senso, la dottrina e l'ingegno non vennero mai meno tra noi e che ora più mai fioriscono e s'avvivano». Il trimestrale ebbe collaboratori di prestigio come Scipione Maffei, Antonio Vallisneri, Eustachio Manfredi, Ludovico Antonio Muratori, Giovanni Battista Morgagni, Giambattista Vico, Bernardino Ramazzini: mosso soprattutto dalla volontà di giovare agli studi italiani, ebbe un buon successo. Chiamato Apostolo Zeno all'incarico di poeta cesareo presso la corte imperiale viennese di Carlo VI, nel 1718, il fratello Pier Caterino ne assunse la direzione fino al 1732 e ne rese annuale la periodicità.    
A Vienna rimase fino al 1729, quando gli subentrò Pietro Metastasio. Tornato a Venezia, si dedicò soprattutto a opere di erudizione e alla numismatica.

## Opere

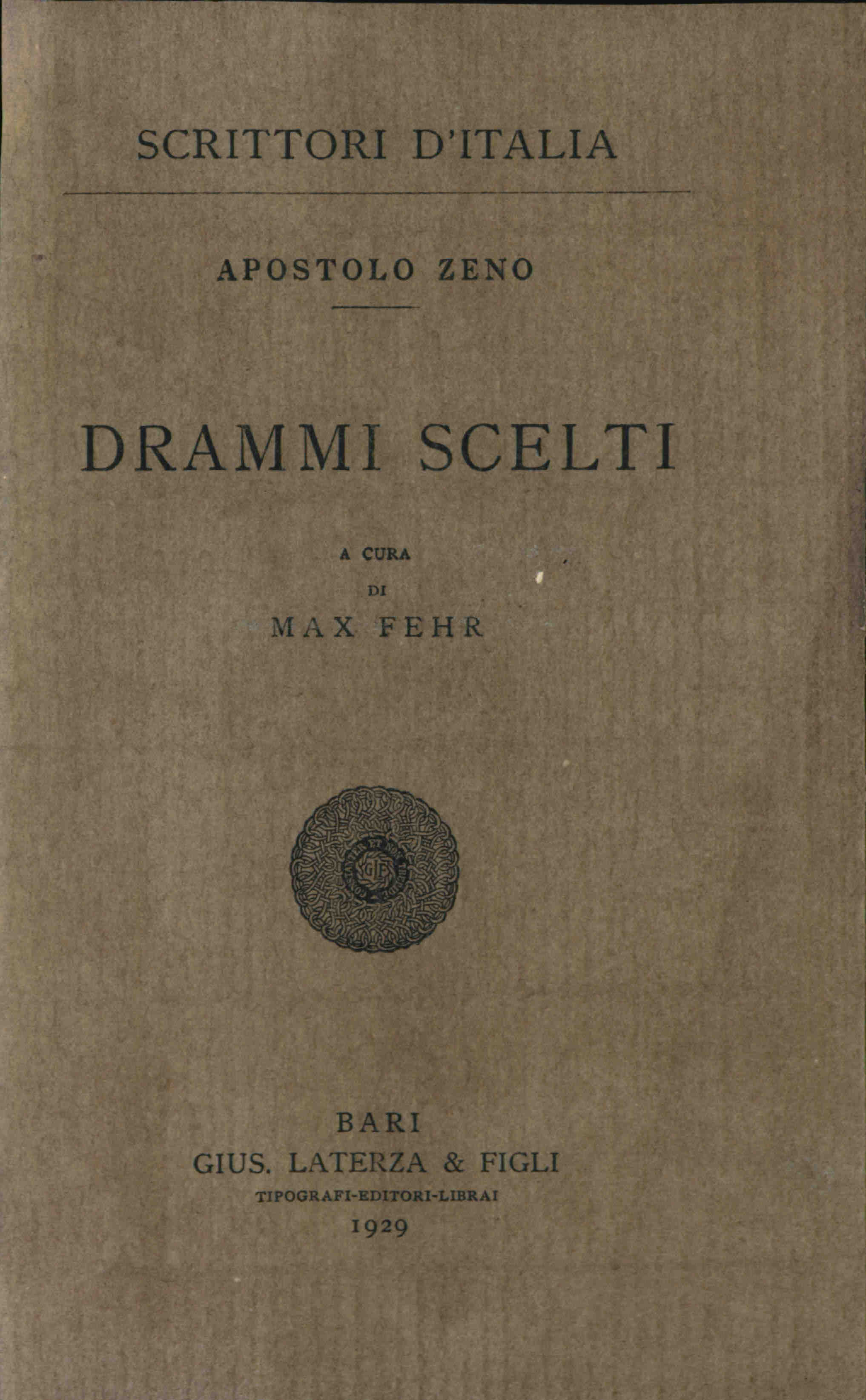
Drammi scelti

Compose 36 libretti d'opera d'argomento storico e mitologico, fra i quali Gli inganni felici, 1695, Faramondo, 1698, Lucio Vero, 1700, Merope, 1711, Alessandro Severo, 1716, Griselda, 1718 e 1722, Teuzzone, 1719, Andromaca, 1724, Semiramide, 1725, e 17 oratorii, fra i quali Giuseppe, 1722, Gioaz, 1726, David umiliato, 1731. Fra le opere letterarie, le Dissertazioni vossiane sono delle aggiunte e correzioni al De historicis latinis del Vossio, mentre furono pubblicate postume le sue Annotazioni alla Biblioteca della eloquenza italiana di Giusto Fontanini.
Scrisse inoltre le vite del Sabellico, del Guarini, del Davila e d'Aldo Manuzio, e progettò due monumentali opere, mai realizzate, di carattere storico-letterario: una Storia degli scrittori veneziani e una Storia dei poeti italiani. Ampio è il suo Epistolario.

## Considerazioni
Il libretto d'opera deve possedere capacità di sintesi drammatica per ricavare un intreccio che si adatti agli schemi operistici e con un linguaggio che si pieghi alla sovrapposizione musicale e sia di facile comunicazione. Dalle condanne espresse sul melodramma, di essere inverosimile e grossolano e di mortificare l'espressione letteraria, nacque l'esigenza di maggiore verosimiglianza nell'intreccio e di dignità letteraria del testo. 
Lo Zeno fu il primo ad avviare una riforma rendendo il melodramma più sobrio, secondo i principi arcadici, sviluppati poi dal Metastasio; ispiratosi alla tragedia  francese, rispettò, come quella, la regola dell'unità di tempo e di luogo, ridusse il numero dei personaggi e delle scene ed eliminò i ruoli buffi, costruendo le opere in modo che potessero essere rappresentate anche senza musica.
Ma l'azione drammatica è rigida e senza vita e l'invenzione fantastica è povera. Francesco De Sanctis, riferendosi al Metastasio, scrive che « se guardiamo al meccanismo, il suo dramma è congegnato a quel modo che avea già mostrato Apostolo Zeno. Ma il meccanismo non è che la semplice ossatura. Metastasio spirò in quello scheletro le grazie e le veneri di una vita lieta e armoniosa. E fu il poeta del melodramma, di cui lo Zeno era stato l'architetto ».

## Libretti
Di seguito è riportato l'elenco di alcuni tra i libretti di Apostolo Zeno. I titoli seguiti da * furono realizzati in collaborazione con Pietro Pariati:
- Gli inganni felici (1696)
- Il Narciso (1697)
- Faramondo (1699)
- Lucio Vero (1700)
- Griselda (1701)
- Temistocle (1701)
- Venceslao (1703)
- Antioco* (1705)
- Artaserse* (1705)[4]
- L'amor generoso (1707)
- Anfitrione* (1707)
- Flavio Anicio Olibrio (1708)
- Scipione nelle Spagne (1710)
- Merope (1711)
- Atenaide (1714)
- Alessandro Severo (1716)
- Don Chisciotte in Sierra Morena* (1719)
- Sirita (1719)
- Giuseppe (1722)
- Andromaca (1724)
- Semiramide (1725)
- I due dittatori (1726)
- Gioaz (1726)
- David umiliato (1731)